# Ян Веннегор оф Гесселінк
Ян Веннегор оф Гесселінк  (нід. Jan Vennegoor of Hesselink, нар. 7 листопада 1978 року) — нідерландський футболіст, який виступає у складі австрійської команди Рапід (Відень). Грає на позиції нападника. Таранний форвард, завдяки видатним фізичним даним (зріст 191 см, вага 85 кг) небезпечний під час гри на другому поверсі.
Батько футболіста Лукаса Веннегор оф Гесселінка.

## Біографія
Ян Веннегор оф Гесселінк народився 7 листопада 1978 року в старовинному нідерландському містечку Олдензал неподалік від кордону з Німеччиною. Саме там він почав грати у футбол у складі місцевої юнацької команди Квік'20. Талановитого хлопця швидко запримітили скаути, і у сімнадцятирічному віці почалася його професійна кар'єра.

### ФК Твенте
Першим дорослим клубом Яна Венегора оф Гесселінка стала команда нідерландського першого дивізіону ФК Твенте з Енсхеде, у складі якої він опинився в 1996 році. Перші два сезони не виявилися особливо вдалими (лише 4 забиті м'ячі у 40 поєдинках), але починаючи з 1998 року Геселінк протягом трьох сезонів поспіль ставав найкращим бомбардиром команди та не пропустив жодного матчу.
У сезоні 2000—2001 Геселінк допоміг Твенте виграти Кубок та Суперкубок Нідерландів. Така вдала гра стала запорукою того, що футболістом зацікавились серйозніші клуби.
Наприкінці свого перебування у складі Твенте Геселінк отримав запрошення до лав національної збірної Нідерландів та встиг провести у її складі два матчі. Дебют відбувся 11 жовтня 2000 року у відбірковому поєдинку Чемпіонату світу проти збірної Португалії, який завершився поразкою з рахунком 0-2. Товариська зустріч 28 лютого 2001 року із командою Туреччини голів вболівальникам не подарувала.
Після п'яти чудових сезонів у складі Твенте влітку 2001 року Ян Венегор оф Геселінк перейшов до складу одного з лідерів нідерландського футболу — команди ПСВ Ейндговен. Сума трансферу склала 11 мільйонів Євро.

### ПСВ Ейндговен
У першому ж своєму сезоні на новому рівні Геселінк показав, на що здатний, забивши у 34 матчах 22 голи. Однак наступні два роки виявились куди менш врожайними — форвард відзначився лише 8 та 12 голами відповідно. Наприкінці сезону 2003—2004 років Геселінку повідомили, що він може залишити клуб. Це був, мабуть, найскладніший момент у кар'єрі нападника.
В сезоні 2004—2005 років Геселінк все ж таки залишився у складі команди і знову набрав чудову форму, забивши 19 голів у 28 поєдинках та допомігши ПСВ стати чемпіоном країни. У березні 2005 року Геселінк знову отримав запрошення до національної збірної, після паузи довжиною в чотири з половиною роки.
У своєму останньому сезоні в ПСВ Геселінк знову став чемпіоном Нідерландів. 24 серпня 2006 року футболіст почав новий етап своєї кар'єри, підписавши з провідним шотландським клубом Селтік трирічний контракт з можливістю подовження на один рік. Сума трансферу склала 3,4 мільйони фунтів стерлінгів.

### ФК Селтік
Вибір Гесселінком саме шотландського чемпіонату легко пояснити. Атлетичний силовий футбол британських островів як ніякий інший мав пасувати міцному нідерландському форварду. З самого початку «шотландські» справи у Геселінка пішли вдало. У своєму дебютному поєдинку проти Гайберніана він забив гол, вийшовши на заміну. В наступному матчі Геселінк приніс своїй команді перемогу над Абердіном з рахунком 1-0. Також він відзначився забитим м'ячем у матчі Ліги Чемпіонів проти Манчестер Юнайтед на Олд Трафорді.
Ця гольова серія перервалася у жовтні 2006 року через травму гомілкостопа. [недоступне посилання]

## Титули
Нідерланди
- Чемпіон Нідерландів: 2002–03, 2004–05, 2005–06
- Володар Кубка Нідерландів: 2000–01, 2004–05, 2011–12
- Володар Суперкубка Нідерландів: 2001, 2003

 Шотландія
- Чемпіон Шотландії: 2006–07, 2007–08
- Володар Кубка Шотландії: 2006–07
- Володар Кубка Шотландської ліги: 2008–09

## Цікаві факти
Ім'я Ян Веннегор оф Гесселінк — найдовше у європейському футболі — уходить своїм корінням у 17 сторіччя, коли між собою одружилися представники двох фермерських родин з нідерландської області Енсхеде. Оскільки обидва імені — Венегори і Геселінки — мали однакову соціальну вагу, родина вирішила не обирати між ними, а навпаки використовувати обидва. Так утворилося прізвище Венегор оф Геселінк.
Сполучник «оф» у нідерландській мові має значення «або», «чи», тобто буквальний переклад прізвища футболіста на українську мову має звучати як «Венегор чи Геселінк». [Архівовано 23 січня 2008 у Wayback Machine.] За чутками, на початку кар'єри форварда це спричиняло певні незручності нідерландським коментаторам, які, дивлячись у стартові протоколи, не могли зрозуміти, хто ж буде грати — Венегор чи Геселінк.